# Anja Möllenbeck
Anja Möllenbeck (nata Gündler; Frankenberg/Sa., 18 marzo 1972) è un'ex discobola tedesca.
Nel 1996 si è sposata con il discobolo Michael Möllenbeck.

## Palmarès
| Anno | Manifestazione    | Sede      | Evento           | Risultato | Misura  | Note |
| ---- | ----------------- | --------- | ---------------- | --------- | ------- | ---- |
| 1990 | Mondiali juniores | Plovdiv   | Lancio del disco | Bronzo    | 59,30 m |      |
| 1991 | Europei juniores  | Salonicco | Getto del peso   | Oro       | 16,80 m |      |
| 1991 | Europei juniores  | Salonicco | Lancio del disco | Oro       | 60,38 m |      |
| 1993 | Universiadi       | Buffalo   | Lancio del disco | Bronzo    | 60,56 m |      |
| 1993 | Mondiali          | Stoccarda | Lancio del disco | 5ª        | 62,92 m |      |
| 1995 | Universiadi       | Fukuoka   | Lancio del disco | Argento   | 60,78 m |      |
| 1996 | Olimpiadi         | Atlanta   | Lancio del disco | 11ª       | 61,16 m |      |
| 1999 | Mondiali          | Siviglia  | Lancio del disco | 12ª       | 59,48 m |      |
| 2001 | Mondiali          | Edmonton  | Lancio del disco | 8ª        | 60,49 m |      |